# Česko na Zimních paralympijských hrách 2006
Česko na Zimních paralympijských hrách 2006 reprezentovalo 5 sportovců (4 muži, 1 žena). Všichni závodili v alpském lyžování.
Česká výprava získala 1 medailí a umístila se na děleném 17. místě v pořadí národů.

## Medaile
| Medaile | Sportovec      | Sport           | Disciplína | Kategorie         |
| ------- | -------------- | --------------- | ---------- | ----------------- |
| stříbro | Anna Kulíšková | alpské lyžování | super G    | zrakově postižení |

## Sportovci
alpské lyžování
muži
- Jan Dostál
- Radim Kozlovský
- Michal Nevrkla
- Stanislav Loska

ženy
- Anna Kulíšková